# Nanwei Tan
Nanwei Tan (în chineză: 南衛灘) este situat la aproximativ 74 de kilometri nord-vest de insula Dongsha, în partea de nord-vest a Mării Chinei de Sud, la aproximativ 4 kilometri sud de Beiwei Tan și la aproximativ 80 de kilometri de insula Dongsha. Este un recif de corali scufundat, clasificat ca un banc de corali scufundat. Cel mai puțin adânc punct are o adâncime de 58 de metri.
Nanwei Tan se află în prezent sub controlul efectiv al Guvernului Republicii Chineze (Taiwan). Din punct de vedere administrativ, este sub jurisdicția satului Zhongxing, districtul Qijin, orașul Kaohsiung. Guvernul Republicii Populare Chineze revendică, de asemenea, suveranitatea asupra sa, considerând-o sub jurisdicția Guvernului Popular Jieshi⁠(d), orașul Lufeng, Shanwei⁠(d), provincia Guangdong.